# Verhackert

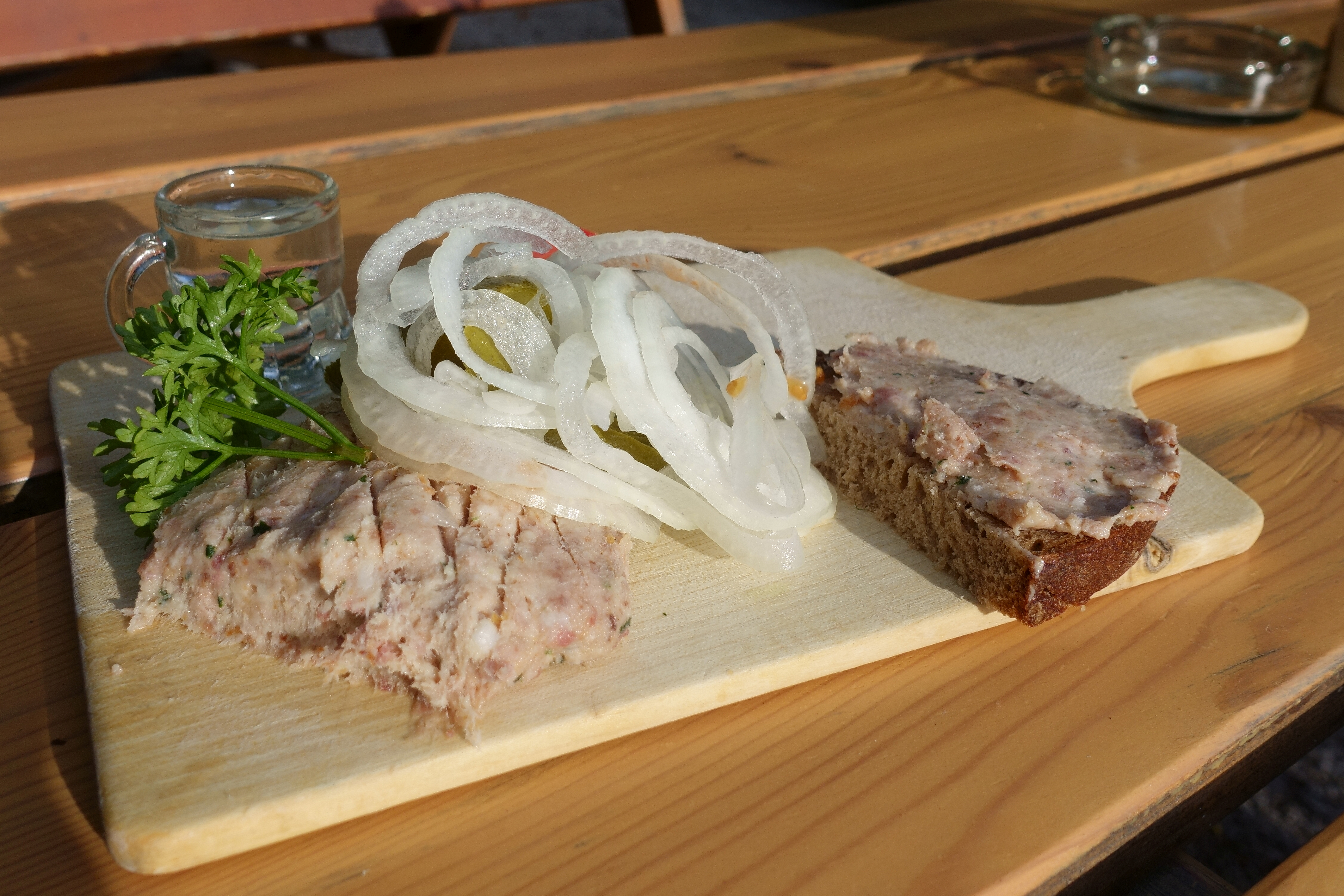
Verhackert mit Zwiebeln und Brot, Steiermark, Österreich

Das Verhackert (auch Verhackerts, Verhackertes, Verhackara; in Kärnten regional auch Sasaka von slowenisch Zaseka) ist ein Brotaufstrich aus geräuchertem, kleingehacktem Speck, der vor allem in Österreich und Slowenien üblich ist.
Es ist ein wichtiger Bestandteil der sogenannten Brettljause. Bisweilen wird es in Form von Würsten mit Kunststoffhaut, seltener in Dosen oder Gläsern in Lebensmittelgeschäften, Fleischereien und Bauernmärkten angeboten.
Die Zutaten des Brotaufstriches bestehen aus Speck, Schweinefleisch, Kochsalz und Gewürzen wie Knoblauch und Pfeffer.
Ähnliche Gerichte sind Rillettes und Pottsuse.